# تامر ملاط
تامر الملَّاط (1273-1333ه‍/1856-1914م) قاضٍ وشاعر لبناني.

## السيرة
تامر بن يواكيم بن منصور بن سليمان طانيوس إده، الملقب بالملّاط، والشقيق الأكبر للشاعر شبلي ملاط. والدته هي عطر ابنة شبلي أبي ياغي الملقب بالحسَّون. عرفت اسرة ملاّط في جبل لبنان من جدها الأعلى طانيوس إده، الذي نزح من قرية إده -جبيل- في أوائل الجيل التاسع عشر، واستوطن محلة تدعى الخُرَيبة واقعة بين بعبدا وحدث بيروت، وبعدها غادرها وقومه صعوداً إلى بعبدا. كان تامر شاعراً وعالم حقوق. ولد في بعبدا من أعمال لبنان ومركز الحكومة في أواخر 1856م، وتعلم في مدرسة مار عبدا هرهريا الإكليريكية في بلدة كسروان، وكان رئيسها الخوري يوسف آصاف الأول. وكانت مواد العلم الأساسية فيها: اللغة السريانية، وتفسيرها، واللاهوت بفرعيه، والمنطق، وآداب اللغة العربية، وما يتبع ذلك من المباديء الدينية العالية، فأقبل عليها تامر، وأستوعبها، وأحاط بدقائقها، وشواردها، ثم تعلم في مدرسة أهدن الحكومية، ومن أهدن دعي إلى معهد غزير المعروف بالمزار، ثم اختار بيروت، فأقام مدة يقرأ الفقه الإسلامي على الشيخ يوسف الأسير، وانخرط في سلك التدريس فاخذ يُعَلِم في مدرسة الحكمة المارونية، ثم في مدرسة اليهود، ونصب رئيساً لكُتّاب محكمة كسروان، فرئيساً لكُتّاب دائرة الحقوق الإستئنافية، وعزل وأُعيد، ثم نقل إلى رئاسة محكمة كسروان فاستمر ثماني سنين وأوقع به الوشاة في حادث طويل، فاضطرب عقله، وأقام اثني عشر عاماً في ذهول واستيحاش من الناس إلى ان مات في بعبدا.

## أعماله
له ديوان مطبوع جمع أشعاره فيه، تحت عنوان: ديوان تامر الملاط. وله في القضاء اجتهادات صدر بعض منها في كتاب أحكام، بيروت عام 1999. كما تم العثور
في محفوظات محكمة جونية سجلاً كاملاً بقراراته كقاضٍ، وتكشف عن عبقريته القانونية، مما حمل مرة محكمة التمييز في الإستانة على ان ترسل بواسطة متصرف لبنان كلمة خاصة من الثناء على دائرة الحقوق لامتياز رئيس كتابها (تامر الملاط) بمقدرته العلمية بين كتاب محاكم الدولة.

## وفاته
توفي الشاعر تامر الملاط في السابع والعشرين من شهر ديسمبر/كانون الأول سنة 1914م. وكتب شبلي على ضريح اخيه تامر الأبيات التالية:

## من أشعاره
من قصيدته في وحدة الدين قال:
وقال: